# Эччеленца
Эччеленца (итал. Eccellenza) с сезона 2014/2015 — пятый уровень в системе итальянских лиг. Это второй по значимости любительский дивизион, самый представительный на региональном уровне. Он организован региональными комитетами Национальной любительской лиги Италии, и включает в себя 28 региональных дивизионов, представляющих все 20 областей страны. При этом каждая область Италии представлена в Эччеленца как минимум одним региональным дивизионом. Исключение составляют следующие области: Кампания, Эмилия-Романья, Лацио, Пьемонт, Сицилия, Тоскана, Венето (по 2 дивизиона в каждой) и Ломбардия (3 дивизиона).

## Повышение и понижение

### Повышение в Серию D
По окончании сезона все клубы, занявшие первые места в своих дивизионах, автоматически переходят в высший любительский дивизион Италии — Серию D. Кроме этого, каждый дивизион также делегирует по одному клубу для участия в матчах плей-офф, которые проводятся в конце мая — начале июня. При этом часть дивизионов напрямую делегирует клуб, занявший второе место по итогам сезона, часть же проводит внутренние плей-офф раунды среди клубов, занявших 2-5 места по итогам сезона. После того, как все 28 дивизионов определяются с участниками плей-офф, последние делятся на 14 пар для проведения двухматчевой серии игр в парах (один матч дома, один — в гостях). Победители первого раунда снова разбиваются на пары и снова проводят двухматчевую серию по такой же схеме. В итоге все семь победителей двухраундовых плей-офф также повышаются в классе, переходя в Серию D. Ещё одно место в высшем любительском дивизионе Италии предоставляется клубу — победителю Кубка Италии среди любительских клубов «Coppa Italia Dilettanti», который проводится в течение всего сезона между всеми футбольными клубами как Eccellenza, так и Promozione (низшего дивизиона).
В общей сложности по итогам сезона повышение получают 36 клубов, заменяющих 36 команд, выбывших из Серии D.

### Вылет в Promozione
Правила вылета в низший любительский дивизион Италии Promozione регламентируется региональными комитетами самостоятельно, однако, общей практикой является понижение в классе трёх клубов, по итогам сезона занявших три последних места в своих дивизионах. Также в ряде дивизионов практикуются двухраундовые серии плей-офф для выявления трёх худших команд.